# Bowie criminalworld
Espèce
Bowie criminalworld est une espèce d'araignées aranéomorphes de la famille des Ctenidae.

## Distribution
Cette espèce est endémique du Sabah en Malaisie,. Elle se rencontre sur le mont Kinabalu.

## Description
La carapace du mâle holotype mesure 7,8 mm de long sur 5,9 mm et l'abdomen 5,6 mm de long sur 3,3 mm et la carapace de la femelle paratype mesure 8,0 mm de long sur 6,0 mm.

## Systématique et taxinomie
Cette espèce a été décrite par Jäger en 2022.

## Étymologie
Son nom d'espèce lui a été donné en référence à Criminal World, la chanson de David Bowie.

## Publication originale
- Jäger, 2022 : « Bowie gen. nov., a diverse lineage of ground-dwelling spiders occurring from the Himalayas to Papua New Guinea and northern Australia (Araneae: Ctenidae: Cteninae). » Zootaxa, no 5170(1), p. 1-200.